# Anisopappus pumilus
Anisopappus pumilus là một loài thực vật có hoa trong họ Cúc. Loài này được (Hiern) Wild mô tả khoa học đầu tiên năm 1964.